# Johann Friedrich Hach

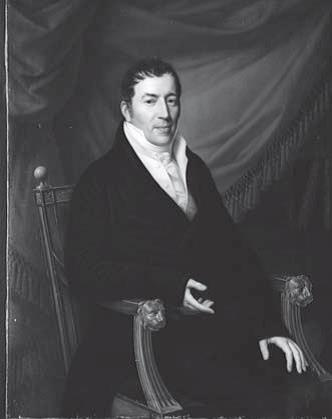
Johann Friedrich Hach, Porträt von Rudolph Suhrlandt, 1820

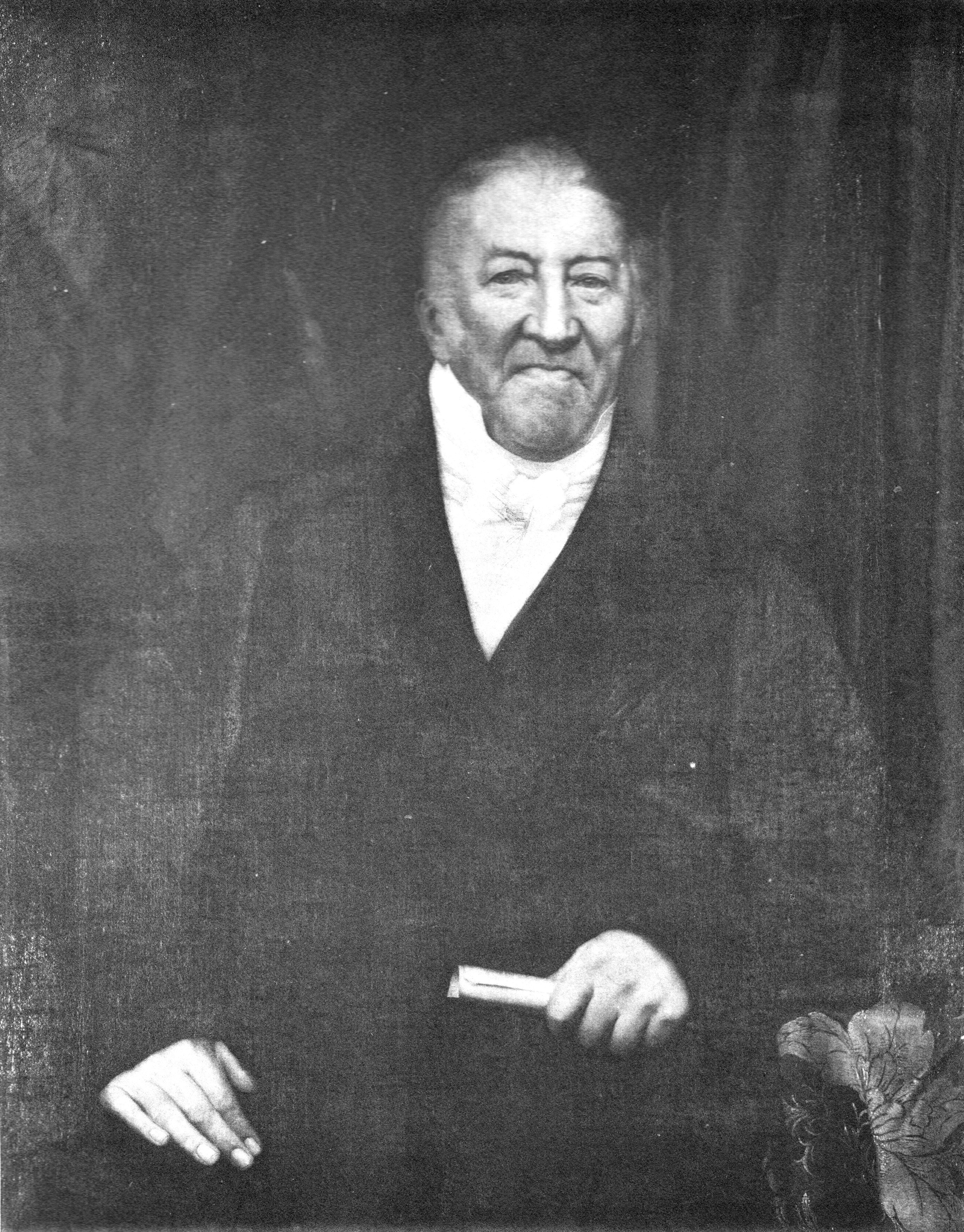
Johann Friedrich Hach, ca 1840

Johann Friedrich Hach (* 17. August 1769 in Lübeck; † 29. März 1851 ebenda) war ein Jurist und Diplomat in den Diensten der Hansestadt Lübeck.

## Biographie
Hach war ein Sohn des Lübecker Kaufmanns und Riga-Fahrers Johann Jürgen Friedrich Hach (1723–1795) und seiner Frau Johanna, geb. Burghardi (1746–1806), einer Tochter von Adde Bernhard Burghardi. Er besuchte zunächst das Katharineum, um dann 1788 an der Universität Jena zunächst Theologie, bald aber Rechtswissenschaften, letztere ab 1790 auch an der Universität Göttingen zu studieren. In Göttingen hörte er im Wintersemester 1790/91 auch Georg Christoph Lichtenberg. 1791 nahm er in Lübeck eine erste Tätigkeit als Rechtsanwalt auf und wurde von dem Domherrn Johann Carl Heinrich Dreyer sehr gefördert, der ihn auch in die Lübecker Geschichte einführte und ihn in seiner Eigenschaft als Pfalzgraf zum kaiserlichen Notar bestellte. Nach der Promotion an der Universität Kiel wurde er 1794 in Lübeck zum Prokurator am städtischen Niedergericht bestellt. Im Jahr 1805 wurde Hach in den Rat der Stadt gewählt, die er als Gesandter nach der Mediatisierung Augsburgs 1806 bis zur Abdankung des Kaisers Franz II. auf dem Immerwährenden Reichstag in Regensburg auch als Führer der Kuriatstimme der Freien Städte vertrat. Bei der Besetzung Lübecks zu Beginn der Franzosenzeit war er Leiter der Einquartierungskommission und der Hospitalkommission sowie mit der Einführung des Code Napoléon und der Anwendung der französischen Abgaben und Steuergesetze befasst.
1811 musste er mit anderen Mitgliedern des Rates in Hamburg an der Errichtung des Départements des Bouches de l’Elbe mitwirken. Mit der Befreiung Lübecks 1813 fand er erneut diplomatische Verwendung in auswärtigen Angelegenheiten der Stadt und vertrat diese in den Jahren 1814 und 1815 auf dem Wiener Kongress, auf dem es für die verbliebenen freien Reichsstädte um den Erhalt der Souveränität gegenüber den europäischen Groß- und Mittelmächten ging. Nachdem diese Mission erfolgreich abgeschlossen war, führte er bis 1817 die Kuriatstimme der Hansestädte bei den Vorbereitungen für den Deutschen Bund auf Grundlage der Deutschen Bundesakte. Danach wirkte Hach wieder im Senat seiner Heimatstadt, u. a. als Mitglied des Lübecker Oberhofs und als Vorsitzender des Finanzdepartements. 1820 trat er aus politischen wie persönlichen Gründen aus dem Senat aus und wurde Richter am neu errichteten Oberappellationsgericht der vier Freien Städte, ein Amt, das er bis zu seinem Eintritt in den Ruhestand im Jahre 1850 bekleidete.
Hach war zu seiner Zeit eines der herausragenden Mitglieder und Vorsteher der Gesellschaft zur Beförderung gemeinnütziger Tätigkeit in Lübeck, davon 1825 bis 1830 und von 1833 bis 1836 als deren Direktor.
Der Lübecker Senator Hermann Wilhelm Hach war sein Sohn, der Kunsthistoriker Theodor Hach war einer seiner Enkel.
Die Familiengruft befindet sich auf dem Friedhof der St. Lorenz-Kirche.

## Werke
- Ode dem Hochehrwürdigen Herrn Herrn Senior Adde Bernhard Burghardi Hochwolverdienten ersten Lehrer der Gemeine zu St. Petri, am Tage Seiner 50jährigen Amtsfeyer gewidmet. Lübeck: Green 1787 (Digitalisat, SLUB)
- Practische Beiträge zur Erläuterung des in der freien Reichsstadt Lübeck geltenden Privatrechts. Lübeck und Leipzig 1801.
- Beantwortung der Frage: Wann haftet nach Lübeckischem Recht die beerbte Ehefrau für die Schulden ihres Mannes? Lübeck 1811. (Erschien anonym).
- Worte der Hoffnung zur Prüfung und Beherzigung für mein heimisches Lübeck. Ohne Ort (Frankfurt a. M.) 1816. (Erschien anonym).
- Versuch einer Berichtigung der Ideen über die Verbesserung des bürgerlichen Zustandes der Israeliten. Ohne Ort (Frankfurt a. M.) 1816. (Erschien anonym).
- Die Juden in Lübeck. Frankfurt am Main 1816.
- Das alte lübische Recht. Lübeck 1839.
- Mittheilungen aus dem Leben des Oberappellationsraths Dris. Johann Friedrich Hach. Vorgelesen in der Gesellschaft zur Beförderung gemeinnütziger Thätigkeit an mehreren Abenden des Winters 1851/52 von H(ermann) W(ilhelm) Hach. Lübeck 1852. (Autobiographie Johann Friedrich Hachs bis zum Jahre 1810, für die Zeit danach von seinem Sohn fortgesetzt).

## Stiftung
Die Hach-Stiftung fördert die Restaurierung der mittelalterlichen und frühneuzeitlichen Archivalien des Archivs der Hansestadt Lübeck, deren Benutzung die Voraussetzung für die wissenschaftliche Forschung ist.